# 逻辑论证
在邏輯和哲學中，论证是由前提及其的一个结论组成的一系列命题。 论证分为演绎论证和归纳论证，演繹論證必为有效或无效，可以是可靠的：在有效的演绎論證中，即使一個或多個前提為假且結論為假，前提必須得出結論；在一個合理的論證中，真實的前提需要一個真實的結論。相比之下，歸納論證可以具有不同程度的邏輯強度：論證越強或越有說服力，結論為真的概率就越大，論證越弱，概率越小。邏輯是研究論證的推理形式以及評估論證的規範和標準的發展。 
評估非演繹論證的標準可能基於與真理不同或額外的標準—例如，先驗論證（英語：Transcendental arguments）中所謂的“必不可少的主張”的說服力，溯因推理中假設的品質，甚至對於思考與行動的新可能性的世界公開（英語：World disclosure；德語：Erschlossenheit），指的是事物如何透過成為本體論世界的一部分而變得與人類可理解和有意義地相關，即具有預先解釋和整體結構化的意義背景）。
自然語言中論證的邏輯形式（英語：Logical form）可以用符號形式語言表示，獨立於自然語言的正式定義的“論證”可以在數學和計算機科學中進行。

## 概述
一般的，哲学和科学论证也常使用溯因论证和类推论证。论证可以是有效的或无效的，尽管如何确定论证是这两个范畴中的某一个，自身也经常是大量讨论的对象。非形式的，你可能期望有效的论证是强制性的，在它有能力使人信服结论的真实性的意义上。但是，这样的有效性标准是不充足的甚至是令人误解的，因为这更多的依赖于构造论证的人的技巧去操纵要说服的人，而更少依赖于论证自身。
论证的有效性的更少主观性的标准经常是明显需要的，并且在某些情况下我们甚至期望一个论证是严格的，就是说，坚持精确的有效性规则。这是在数学证明中使用的论证的情况。注意严格的证明不必须是形式证明。
在平常语言中，人们提及论证的逻辑，或使用暗示了一个论证是基于形式逻辑的推理规则的术语。尽管论证确可使用无可争议的纯逻辑推论（比如三段论），在实际论证中几乎总是使用其他种类的推论。例如，常处理因果关系、或然性和统计或更特殊化的领域如经济学的论证。在这些情况下，逻辑指称论证的结构而不是可以用在其中的纯逻辑的原理。

## 延伸閱讀
- Salmon, Wesley C. Logic. New Jersey: Prentice-Hall (1963). Library of Congress Catalog Card no. 63-10528.
- Aristotle, Prior and Posterior Analytics. Ed. and trans. John Warrington. London: Dent (1964)
- Mates, Benson. Elementary Logic. New York: OUP (1972). Library of Congress Catalog Card no. 74-166004.
- Mendelson, Elliot. Introduction to Mathematical Logic. New York: Van Nostran Reinholds Company (1964).
- Frege, Gottlob. The Foundations of Arithmetic. Evanston, IL: Northwestern University Press (1980).
- Martin, Brian. The Controversy Manual （页面存档备份，存于） (Sparsnäs, Sweden: Irene Publishing, 2014).

## 外部連結
- Argument | Internet Encyclopedia of Philosophy （页面存档备份，存于）